# Karl Dietrich Wolff

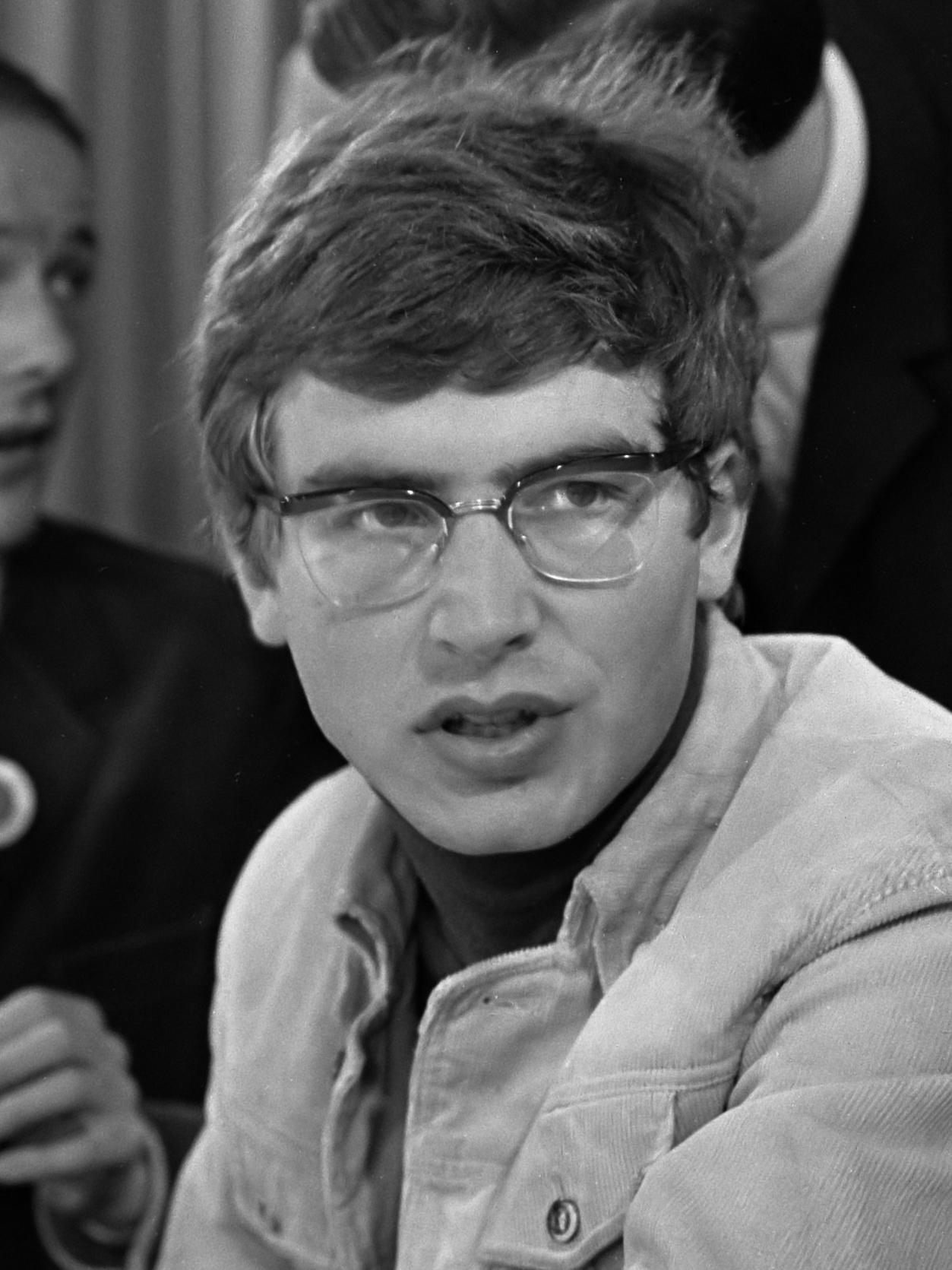
Karl Dietrich Wolff (1968)

Karl Dietrich Wolff, häufig KD Wolff, (* 27. Februar 1943 in Marburg an der Lahn) ist ein deutscher Verleger. Nach seinem Engagement als SDS-Vorsitzender in der 68er-Bewegung machte er sich als Verleger von historisch-kritischen Editionen der Gesamtwerke von Hölderlin, Kafka, Kleist, Robert Walser, Georg Trakl und Gottfried Keller einen Namen.

## Leben
Wolff wuchs im mittelhessischen Wallau auf. Sein Vater Ernst Wolff war Amtsrichter, von 1935 bis 1943 am Amtsgericht Battenberg und von 1949 bis zu seinem Tod 1960 am Amtsgericht Biedenkopf. Seine Eltern stammten beide aus evangelischen Pfarrhäusern. Zu seinen Geschwistern gehören der Cellist Frank Wolff sowie der Erziehungswissenschaftler und Soziologe Reinhart Wolff.
Wolff besuchte das Gymnasium Lahntalschule in Biedenkopf. Während seiner Schulzeit verbrachte er 1959/60 ein Austauschjahr in Michigan in den USA. Nach dem Abitur verpflichtete er sich 1962 freiwillig für zwei Jahre als Reserveoffiziersanwärter bei der Bundeswehr. 1964 begann er mit dem Studium der Rechtswissenschaft an der Universität Marburg. Hier hielt er spontan vor mehreren hundert Studierenden während einer Vorlesung von Erich Schwinge, der im Zweiten Weltkrieg als Militärrichter tätig gewesen war, eine kritische politische Rede. Wolff wechselte im Laufe des Studiums zunächst an die Universität Freiburg und dann an die Universität Frankfurt am Main. Während seines Studiums engagierte er sich wie auch sein jüngerer Bruder Frank in der Studentenbewegung. Wolff saß von 1965 bis 1967 in Freiburg i. Br. im Studentenparlament und im AStA. 1966 suchte er den Philosophen Martin Heidegger und den Rechtswissenschaftler Fritz Pringsheim auf und ließ von diesen eine Protestnote des Sozialistischen Deutschen Studentenbundes (SDS) gegen die von der Großen Koalition (Kabinett Kiesinger) geplanten Notstandsgesetze unterzeichnen. Wolff war von 1967 bis 1968 Bundesvorsitzender des SDS. In dieser Funktion hielt er 1968 auf dem Internationalen Vietnamkongress in Berlin die Eröffnungsrede. 1968/69 war er für ein Jahr studentischer Vertreter im Senat der Universität Frankfurt am Main. Wolff brach das Jurastudium ab. Er trat 1969 auf Einladung der Students for a Democratic Society eine Rundreise durch die USA an. Nachdem er den US-Senator Strom Thurmond als „rassistischen Banditen“ bezeichnet hatte, wurde er vor das Komitee für unamerikanische Umtriebe geladen und mit einem Einreiseverbot belegt. Wolff besuchte 1970 auf Einladung durch das Regime Nordkorea und berichtete darüber im Kursbuch. Gegen Wolff wurden in der Zeit seines politischen Engagements in der Studentenbewegung insgesamt 38 Strafverfahren eingeleitet, zu einer Verurteilung kam es nicht, u. a. auch wegen des 1970 in Kraft getretenen Straffreiheitsgesetzes für sog. Demonstrationsdelikte.
1969 war Wolff neben Jörg Schröder Mitbegründer des März Verlages. Nach Differenzen zwischen diesen beiden gründete Wolff im folgenden Jahr das Verlagsunternehmen Roter Stern mit Michael Schwarz, Johannes Weinrich und Wilfried Böse. 1975 erschien im Verlag die in der Öffentlichkeit vielbeachtete Frankfurter Hölderlin-Ausgabe, die von D. E. Sattler herausgegeben wurde. 1993 wurde Wolff an seinem Verlagsstand auf der Frankfurter Buchmesse vom damaligen Bundeskanzler Helmut Kohl besucht und beide unterhielten sich über die von Wolff verlegten Hölderlin-Bände – schließlich galt Kohl als Verehrer dessen literarischen Werks. Wolff machte bei dieser Gelegenheit Kohl auf finanzielle Probleme seines Verlags aufmerksam, wodurch Kohl kurze Zeit später dafür sorgte, dass eine Stiftung aus Liechtenstein bei Wolffs Verlag Hölderlin-Bände im Wert von 200.000 DM kaufte, die dann an Goethe-Institute im Osten verschenkt wurden.
Weitere Klassiker-Ausgaben folgten von Franz Kafka, Heinrich von Kleist, Gottfried Keller, Robert Walser, Georg Trakl, Johann Peter Hebel, Clara Schumanns Tagebücher, E.T.A. Hoffmann. Außerdem entdeckte Wolff Peter Kurzeck für seinen Verlag, verlegte das Werk des Religionswissenschaftlers Klaus Heinrich und das Erfolgsbuch Männerphantasien von Klaus Theweleit.
1979 gründete er in Basel den Stroemfeld Verlag mit einer Niederlassung in Frankfurt am Main. 1993 ging der Verlag Roter Stern in den Konkurs. Im September 2018 musste der in Frankfurt am Main niedergelassene Teil des Stroemfeld Verlages Insolvenz anmelden; die Niederlassung in Basel war davon nicht betroffen.
Von 1993 bis 1997 war Wolff Beiratsmitglied im Vorstand des PEN-Zentrums Deutschland.

## Auszeichnungen
- 2002: Binding-Kulturpreis
- 2007: Kurt-Wolff-Preis für den Verlag
- 2009: Antiquaria-Preis für Buchkunst in Ludwigsburg, gemeinsam mit Hölderlin-Herausgeber D. E. Sattler
- 2009: Bundesverdienstkreuz[18]
- 2015: Ehrendoktor der Philosophisch-Historischen Fakultät der Universität Basel[19]

## Schriften (Auswahl)
- KD Wolff (Hrsg.): 15 Jahre. Almanach aufs Jahr 1986. Stroemfeld/Roter Stern, Basel/Frankfurt am Main 1985, ISBN 3-87877-015-4.
- Karl D. Wolff (Hrsg.): Georg K. Glaser. Zeuge seiner Zeit, Schmied und Schriftsteller. Guntersblum 1910–1995 Paris. [Zur Ausstellung „Georg K. Glaser, Zeuge Seiner Zeit“ vom 1.–28. Juni 1997 in der Stadtbibliothek Worms.] Stroemfeld, Basel, Frankfurt am Main, 1997; ISBN 3-87877-621-7.
- KD Wolff (Verfasser), Dietegen Müller (Redaktion): „Bin ich nicht ein Hans im Glück?“. Studentenrevolte – Hölderlin – Kafka. Vittorio Klostermann, Frankfurt am Main 2025, ISBN 978-3-465-04708-7.

Von Wolff verlegte Werke
- Historisch-kritische Hölderlin-Ausgabe (FHA) von D. E. Sattler in 20 Bänden (1975–2008)
- Dahlemer Vorlesungen des Berliner Religionsphilosophen Klaus Heinrich (seit 1981)
- Historisch-kritische Brandenburger Kleist-Ausgabe (BKA) von Roland Reuß und Peter Staengle in 20 Bänden (1988–2010)
- Historisch-kritische Innsbrucker Trakl-Ausgabe (ITA) von Eberhard Sauermann und Hermann Zwerschina in sechs Bänden (1995–2014)
- Historisch-kritische Gottfried-Keller-Ausgabe (HKKA) unter der Leitung von Walter Morgenthaler (seit 1996, in Verbindung mit dem Verlag der Neuen Zürcher Zeitung)
- Historisch-kritische Kafka-Ausgabe (FKA) von Roland Reuß und Peter Staengle (seit 1995)
- Kritische Robert Walser-Ausgabe (KWA) von Wolfram Groddeck und Barbara von Reibnitz (seit 2008)